# Wilhelm Oswald Lohse
Wilhelm Oswald Lohse, född den 13 februari 1845 i Leipzig, död den 14 maj 1915 i Potsdam, var en tysk astronom.
Lohse blev 1870 Hermann Carl Vogels assistent i Bothkamp och 1874 astronom vid astrofysikaliska observatoriet i Potsdam. Han utförde en mängd högt skattade undersökningar över solfläckarna, över planeternas ytförhållanden och rotation, över dubbelstjärnornas banor med mera. Särskilt bekanta är hans studier över den så kallade röda fläcken på planeten Jupiter.